# بنوی (شهرستان نوژای-یورتوفسکی، چچن)
بنوی (به لاتین: Benoy) یک منطقهٔ مسکونی در روسیه است که در چچن واقع شده‌است.